# Опанасюк, Валерий Адамович
Валерий Адамович Опанасюк (1971—2014) — участник Евромайдана. Герой Украины (2014, посмертно).

## Биография
Родился в 1971 году. На Евромайдане находился постоянно. Целыми днями дежурил на баррикадах, помогал новоприбывшим протестующим.
Родом из Ровно. Прощание с Валерием Опанасенко состоялось 23 февраля в Ровенском облмуздрамтеатре.

## Памяти
Депутат Ровенского городского совета Роман Денисюк предложил также, чтобы погибшим на Майдане ровенчанам присвоили звание Почетного гражданина города. Городской голова Ровно заметил, что стоит подумать и о том, какую улицу можно назвать улицей Героев Майдана.
Сайт «ВСЕ» продолжает сбор денег для семьи погибшего ровенчанина Опанасюка Валерия, у которого осталось четверо детей. Благодаря ровенчанам уже собрали 15 тысяч гривен.

### Награды
- Звание Герой Украины с вручением ордена «Золотая Звезда» (21 ноября 2014, посмертно) — за гражданское мужество, патриотизм, героическое отстаивание конституционных принципов демократии, прав и свобод человека, самоотверженное служение Украинскому народу, обнаруженные во время Революции достоинства[3]
- Медаль «За жертвенность и любовь к Украине» (УПЦ КП, июнь 2015) (посмертно)[4]